# 鐶

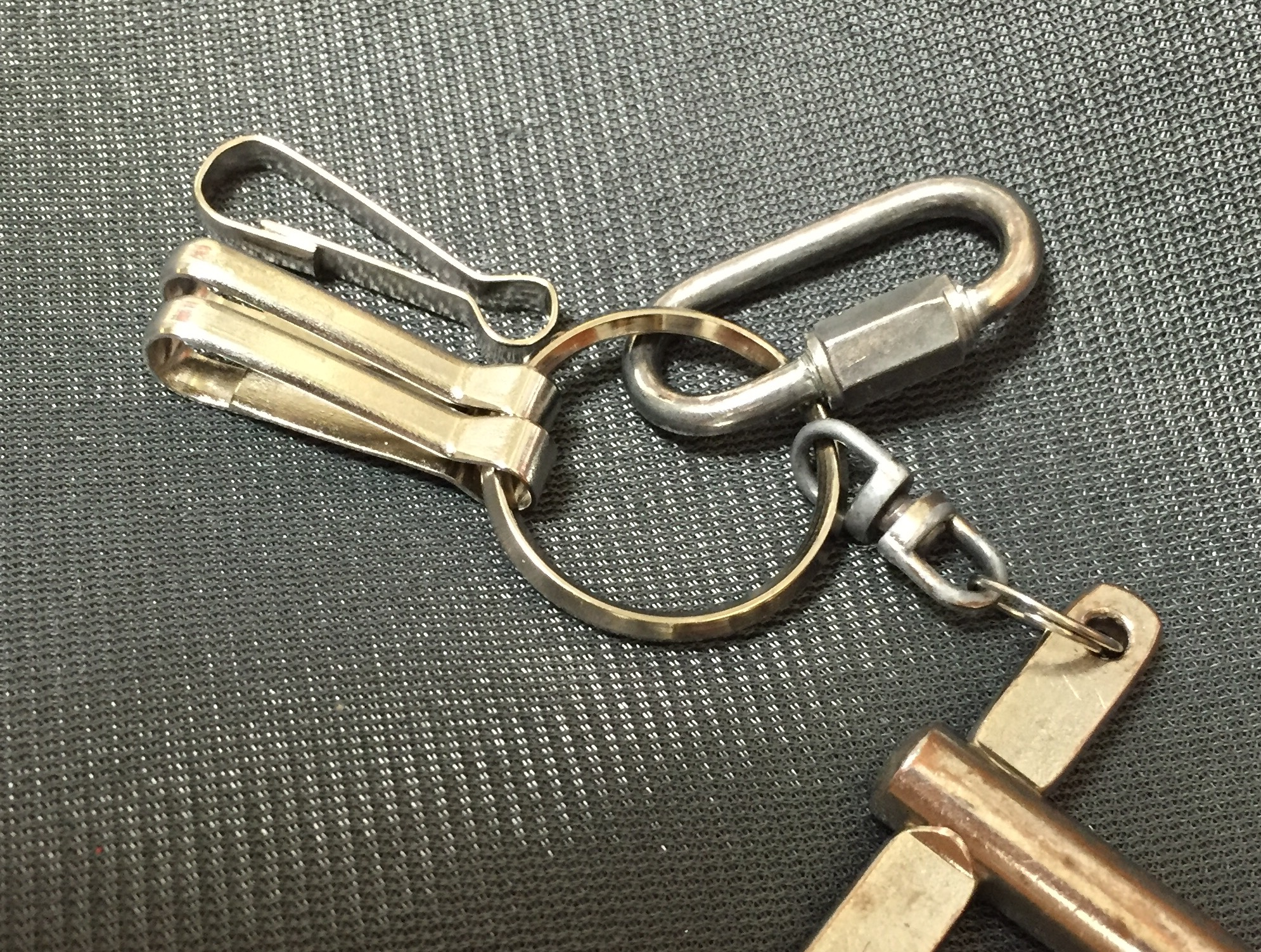
左3つがナスカン、上スクリュージョイント、中央ダブルリング、右が回転カン

鐶（かん）とは、環状の金属製部品（環状の金具）の総称。「釻」と表記することもある。
一般に、形状を表す語を前につけ、「-鐶（-カン）」と呼ばれる。また、特に大きさの小さいものには「豆」をつけて呼ぶことがある。
通常はばねの力で環は閉じており、力を加えると環が開くものが多い。

## 種類
丸鐶（丸カン、リングカン）
環状の金具。環が完全に閉じられているものと、一部に切れ目の入っているものとがある。
角鐶（手カン）
四角形のもの。鞄などの本体と持ち手部分を繋ぐ用途では、「手カン」と呼ばれる。
三角鐶（三角カン）
三角形のもの。
茄子鐶（ナスカン）
茄子のような形状のもの。環の一部を環の内側へ押し下げると環が開く。
鉄砲カン（鉄砲ナスカン）
環を開く際、つまみを銃のトリガのように引く。回転カンがついていることが多い。
蟹鐶（カニカン）
カニのハサミのような形状のもの。環の外側に突き出たつまみを押し下げると環が内側へ開く。
小判鐶
小判状のもの。
C鐶（Cカン）
丸カンよりも形状が楕円で、一端に切れ目が入っている。
D鐶（Dカン）
Dの字形のもの。
S鐶（Sカン）
Sの字形のもの。
樽鐶（タルカン）
樽のような形状のもの。
マガタマフック
勾玉のような形状をしている。丸くふくらんだ側に穴があいており、また勾玉の先端へ向けてレバーがついている。ナスカンの様にレバーを環の内側へ押し下げると環が開く。
二重鐶（二重リング、ダブルリング）
環が二重になったもの。環の中へ別の環を通す際は、切り口の端の部分から中へ通すようにする。
レバー鐶（レバーナスカン、レバースナップ、バレルスナップ）
ナスカンの一種。環の外側に突き出たつまみを押し下げると環が外側へ開く。
リングキャッチ（スクリュージョイント、スピードキャッチ）
環の開閉がねじ式になっているもの。形状は楕円形や三角形などがある。
クイックキャッチ
リングキャッチに似ているが、環の開閉がねじ式ではなく、スライド式になっているもの。
コキ鐶（リュックカン、移動カン、くわえカン、ニフコキ、送りコキ、ベルトスライダー）
ベルトの長さを調整するための金具。
吊り鐶（吊りカン）
絵画などをつるすための金具。
回転鐶（回転カン）
2つの環が互いに独立して回転できるようにしたもの。ナスカンには回転カンと一体となったものもある。
猿鐶（サルカン、よりもどし）
回転カンと同じ。釣り具としてはこの呼び方が用いられる。釣り糸のよじれによって絡まったり切れるのを防ぐ。英語では「スイベル」（Swivel）といい、外国発祥であるルアーフィッシングではこの呼び方が用いられる。
釜鐶（釜輪）
茶道具の一種。茶釜の外側につけられた2つの環状の突起（鐶付）につけ、茶釜を釣る際に用いる。